# Station Kielce Herbskie
Station Kielce Herbskie is een spoorwegstation in de Poolse plaats Kielce.